# Boris Turčák
Boris Turčák (* 21. Februar 1993 in Čadca) ist ein slowakischer Fußballspieler. Er ist ehemaliger Schüler des Sportgymnasiums in Bratislava.

## Vereinskarriere
Turčák spielt noch heute auch in der Jugendmannschaft von ŠK Slovan Bratislava. Er debütierte für Slovan am 27. November 2010 gegen FK Senica. Nach der ersten Halbzeit stand es 0:2, Turčák wurde eingewechselt, Slovan hat am Ende noch 2:2 gespielt. Der Kapitän der Mannschaft Radek Dosoudil hat seine Leistung besonders gelobt.

## Nationalmannschaft
Turčák spielte in der slowakischen U-15, U-17, U-18 sowie in der slowakischen U-19-Auswahl.

## Erfolge
- Fußballmeister der Slowakei: 2010/11
- Slowakischer Fußballpokalsieger: 2010, 2011